# Horst Remark
Horst Remark (* 1. Juni 1936) ist ein ehemaliger deutscher Fußballspieler. Beim 1. FC Saarbrücken hat der vom Angriff in die Abwehr gewanderte Spieler von 1960 bis 1966 in den drei Leistungsklassen Fußball-Oberliga Südwest (65-15), Fußball-Bundesliga 1963/64 (13-0) und Fußball-Regionalliga Südwest (50-5) insgesamt 128 Ligaspiele mit 20 Toren absolviert.

## Karriere
Remark begann das Fußballspielen beim SSV Schwalbach. Er wechselte 1960 vom SV Ludweiler-Warndt aus der II. Division Südwest zum 1. FC Saarbrücken in die damals erstklassige Fußball-Oberliga Südwest. Mit den Grün-Weißen aus dem Warndt-Stadion hatte er in der Saison 1959/60 den 11. Platz in der Zweitklassigkeit des Südwestens belegt. Beim 1. FC Saarbrücken debütierte der Angreifer am 14. August 1960 beim Auswärtsspiel gegen den VfR Frankenthal im damaligen WM-System in der Oberliga auf Rechtsaußen. In der Offensive war die Elf aus Malstatt überwiegend mit den Akteuren Herbert Martin (29-16), Heinz Vollmar (26-19), Karl Meng (27-11) und Horst Remark (26-6) besetzt. Am Rundenende 1960/61 feierte der Neuzugang aus Ludweiler den Meisterschaftsgewinn vor Borussia Neunkirchen und dem FK Pirmasens. In der Endrunde um die deutsche Fußballmeisterschaft kam Remark zu vier Einsätzen. Beim 2:2-Auswärtsremis am 3. Juni 1961 im Stadion Rote Erde gegen Borussia Dortmund erzielte er einen Treffer. Er lief in allen vier Endrundenbegegnungen als Rechtsaußen auf. Bei der 2:3-Heimniederlage am 27. Mai vor 46.000 Zuschauern gegen den Hamburger SV lieferte er sich spannende Zweikämpfe mit dem jungen Verteidiger Jürgen Kurbjuhn. Für die letzten zwei Jahre des alten erstklassigen Oberligasystems, 1961 bis 1963, übernahm Helmuth Johannsen das Traineramt beim 1. FC. 1962 belegte man den dritten und 1963 den fünften Rang im Südwesten. Die Oberligaära endete am 12. Mai 1963 mit einem 5:1-Heimerfolg gegen Frankenthal. Volker Danner stand im Tor und Remark bildete jetzt mit Erich Rohe das Verteidigerpaar. Beim DFB-Pokalspiel am 31. Juli 1963 gegen den Hamburger SV agierte er als rechter Verteidiger und bekämpfte deshalb in erster Linie den schnellen Flügelflitzer Gert Dörfel bei der mit 1:0 Toren siegreichen Heimelf.
Zur Saison 1963/64 waren der 1. FC Kaiserslautern und der 1. FC Saarbrücken aus dem Südwesten für die neue Leistungsklasse der Fußball-Bundesliga mit 16 Vereinen nominiert worden. Der vormalige Meistertrainer des FK Pirmasens und von Borussia Dortmund, Helmut Schneider, trat die Nachfolge von Trainer Johannsen der zu Eintracht Braunschweig gewechselt war, an. Am Starttag der erstmals im DFB-Bereich als regionalübergreifend organisierten Bundesliga ausgespielten Meisterschaft, empfing der Saarlandvertreter am 24. August 1963 den überragenden Westoberligisten der Sechzigerjahre, den 1. FC Köln. Der spätere erstmalige Bundesligameister setzte sich vor 35.000 Zuschauern mit einem 2:0-Erfolg durch. Remark spielte rechter Verteidiger und hatte es dabei in erster Linie mit dem Kölner Linksaußen Heinz Hornig zu tun gehabt. Von Beginn kämpfte der 1. FCS um den Klassenerhalt. Zu Beginn der Rückrunde, am 11. Januar 1964, keimte durch den überraschenden 3:1-Erfolg bei der „Geißbock-Elf“ um Spielführer Hans Schäfer nochmals der Glaube an den Klassenerhalt auf, aber am Rundenende stieg Saarbrücken als Tabellenletzter in die Regionalliga ab. Remark hatte 13 Bundesligaspiele absolviert.
Nach dem Abstieg blieb er in Saarbrücken, spielte bis 1966 in der Hauptstadt des Saarlandes, feierte 1964/65 die Meisterschaft und 1965/66 die Vizemeisterschaft und damit zweimal in Folge den Einzug in die Bundesligaaufstiegsrunde. Dort kamen weitere elf Spiele mit drei Toren in der Bilanz von Remark gegen Gegner wie Bayern München, Alemannia Aachen, Tennis Borussia Berlin, Rot-Weiss Essen, FC St. Pauli und den FC Schweinfurt 05 hinzu. In zwei Runden absolvierte er in der Regionalliga Südwest 50 Ligaspiele und erzielte fünf Tore. Zur Saison 1966/67 wechselte er in das Amateurlager zum VfB Dillingen.
Er war später Spielertrainer beim SV Griesborn-Schwalbach und den Sportfreunden Köllerbach und übte das Traineramt beim VfB Dillingen und dem FV 08 Püttlingen aus.

## Privates
Remark war als Fördermaschinist im saarländischen Bergbau, auf der Grube Warndt beschäftigt. Diese Tätigkeit übte Remark auch während seiner Zeit beim 1. FC Saarbrücken aus. Der Vater des Bundesligastürmers Thomas Remark lebte auch nach seiner Fußballerkarriere in Ludweiler.